# Anastassija Merkuschyna
Anastassija Olehiwna Merkuschyna (ukrainisch Анастасія Олегівна Меркушина, englisch Anastasiya Merkushyna; * 14. Januar 1995 in Sumy) ist eine ukrainische Biathletin.

## Karriere
Merkuschyna lebt in Pidhorodne, Oblast Ternopil und startet für Dynamo. Ihre Trainer sind ihre Eltern Iryna Merkuschina und Oleh Merkuschin. Sie nahm zwischen 2010 und 2013 an vier Biathlon-Juniorenweltmeisterschaften sowie 2011, 2012 und 2014 an den Juniorinnenrennen der Biathlon-Europameisterschaften teil. 2010 war Platz 14 in Torsby bestes Resultat. 2011 gewann sie in Nové Město na Moravě mit Julija Bryhynez und Iryna Warwynez die Silbermedaille im Staffelrennen. Ein Jahr später gewann sie in Kontiolahti mit Julija Schurawok und Bryhynez den Titel, 2013 in Obertilliach nochmals mit Schurawok und Anastasia Niciporenko Silber. Zudem gewann sie 2013 hinter Uljana Kaischewa und Schurawok die Bronzemedaille im Einzel. Bei den Biathlon-Europameisterschaften 2011 in Martell war sie nur mit der Staffel im Einsatz, mit der Merkuschyna Fünfte wurde. 2012 gewann sie nach 13. Plätzen in Sprint und Verfolgung in Osrblie mit Iryna Warwynez, Iwan Morawskyj und Oleksandr Dachno die Bronzemedaille mit der Mixed-Staffel. 2014 gewann sie in Nové Město na Moravě im Einzel hinter Anastassija Jewsjunina die Silbermedaille.
Bei den Frauen debütierte Merkuschyna im Alter von erst 15 Jahren zu Beginn der Saison 2010/11 in Beitostølen im IBU-Cup und wurde 67. eines Sprints. 2013 gewann sie als Sprint-Elfte erstmals Punkte und verpasste zugleich knapp eine Platzierung unter den besten Zehn. Es war zugleich ihr bislang bestes Resultat in der Rennserie. Bei den Europameisterschaften 2014 wurde sie nach Erfolgen in den Einzelrennen der Junioren für die Staffel ins Nationalteam berufen und wurde an der Seite von Jana Bondar, Olga Abramowa und Iryna Warwynez Sechste.
Ihren ersten Podestplatz im IBU-Cup errang sie im Dezember 2014 als Zweite bei einem Sprint in Obertilliach, ihren ersten Sieg in der Single-Mixed-Staffel zusammen mit Artem Tyschtschenko im Januar 2016 in Langdorf. Im Dezember 2016 gewann sie in Ridnaun-Val Ridanna wieder im Team mit Tyschtschenko zunächst den Single-Mixed-Wettbewerb und anschließend ihren ersten Sprint im Rahmen des IBU-Cups. Einen Tag nach diesem Rennen wurde Merkuschyna beim Weltcup in Pokljuka als Schlussläuferin der ukrainische Frauenstaffel eingesetzt und sicherte für diese den dritten Platz.

## Statistiken

### Weltcupplatzierungen
Die Tabelle zeigt alle Platzierungen (je nach Austragungsjahr einschließlich Olympische Spiele und Weltmeisterschaften).
- 1.–3. Platz: Anzahl der Podiumsplatzierungen
- Top 10: Anzahl der Platzierungen unter den ersten zehn (einschließlich Podium)
- Punkteränge: Anzahl der Platzierungen innerhalb der Punkteränge (einschließlich Podium und Top 10)
- Starts: Anzahl gelaufener Rennen in der jeweiligen Disziplin
- Staffel: inklusive Mixed- und Single-Mixed-Staffeln

| Platzierung            | Einzel | Sprint | Verfolgung | Massenstart | Staffel | Gesamt |
| ---------------------- | ------ | ------ | ---------- | ----------- | ------- | ------ |
| 1. Platz               |        |        |            |             |         |        |
| 2. Platz               |        |        |            |             | 2       | 2      |
| 3. Platz               |        |        |            |             | 5       | 5      |
| Top 10                 | 1      | 1      | 1          |             | 30      | 33     |
| Punkteränge            | 9      | 16     | 18         | 4           | 32      | 79     |
| Starts                 | 13     | 35     | 22         | 4           | 32      | 106    |
| Stand: 10. Januar 2022 |        |        |            |             |         |        |

### Olympische Winterspiele
Ergebnisse bei Olympischen Winterspielen:
|                                             | Einzelwettbewerbe | Einzelwettbewerbe | Einzelwettbewerbe | Einzelwettbewerbe | Staffelwettbewerbe | Staffelwettbewerbe |
| Sprint                                      | Verfolgung        | Einzel            | Massenstart       | Damenstaffel      | Mixedstaffel       |                    |
| ------------------------------------------- | ----------------- | ----------------- | ----------------- | ----------------- | ------------------ | ------------------ |
| Olympische Winterspiele 2018 \| Pyeongchang | 55.               | 46.               | 70.               | –                 | 11.                | –                  |